# Хрговець
Хрговець (хорв. Hrgovec) — населений пункт у Хорватії, в Копривницько-Крижевецькій жупанії у складі громади Светі-Петар-Ореховець.

## Населення
Населення за даними перепису 2011 року становило 22 осіб.
Динаміка чисельності населення поселення: